# Lycoderes clavatus
Lycoderes clavatus är en insektsart som beskrevs av Albino Morimasa Sakakibara 1972. Lycoderes clavatus ingår i släktet Lycoderes och familjen hornstritar. Inga underarter finns listade i Catalogue of Life.